# Stratovarius (album)
Stratovarius je album finské power metalové skupiny Stratovarius. Bylo vydáno poté, co se skupina v lednu 2005 znovu sjednotila, po rozpuštění v roce 2004, kvůli Tolkkiho nervovému zhroucení. Za účelem propagace alba vyrazila skupina na celosvětové turné; poprvé hráli v USA a v Kanadě. Album bylo také poslední studiové album skupiny s jejich dlouholetým kytaristou Timem Tolkkim, i přestože to nebylo původně zamýšleno.
Na albu je zřetelná změna směru Stratovarius. Symfonická zvuk alb Elements skoro vyprchal a Tolkkiho příznačná neoklasická sóla znatelně chybí. Klávesista Jens Johansson má při hraní omezenější roli, než na kterémkoliv předchozím albu. Timo Kotipelto se také snaží o jiný přístup ke zpěvu, přičemž potlačuje výšky, díky kterým je tak známý.
V dubnu 2007 se Timo Tolkki v jednom interview zmínil, že se mu album nelíbí, protože to vůbec není jeho styl, a že bylo uděláno úplně špatně.

## Seznam skladeb
1. "Maniac Dance" – 4:34
2. "Fight!!!" – 4:03
3. "Just Carry On" – 5:28
4. "Back to Madness" – 7:43
5. "Gypsy in Me" – 4:28
6. "Götterdämmerung (Zenith of Power)" – 7:13
7. "The Land of Ice and Snow" – 3:05
8. "Leave the Tribe" – 5:42
9. "United" – 7:04

## Obsazení
- Timo Kotipelto – zpěv
- Timo Tolkki – kytara
- Jari Kainulainen – basová kytara
- Jens Johansson – klávesy
- Jörg Michael – bicí